# دیو اوانز (بازیکن فوتبال)
دیو اوانز (انگلیسی: Dave Evans؛ زادهٔ ۲۰ مهٔ ۱۹۵۸) بازیکن فوتبال اهل بریتانیا است.
از باشگاه‌هایی که در آن بازی کرده‌است می‌توان به باشگاه فوتبال استون ویلا و باشگاه فوتبال برادفورد سیتی اشاره کرد.